# 桜ケ丘 (ふじみ野市)
桜ケ丘（さくらがおか）は、埼玉県ふじみ野市の町名。現行行政地名は桜ケ丘一丁目から桜ケ丘三丁目。住居表示実施済み区域。郵便番号は356-0059。

## 世帯数と人口
2022年（令和4年）8月1日現在の世帯数と人口は以下の通りである。
| 町丁         | 世帯数    | 人口    |
| ------------ | --------- | ------- |
| 桜ケ丘一丁目 | 533世帯   | 1,183人 |
| 桜ケ丘二丁目 | 475世帯   | 999人   |
| 桜ケ丘二丁目 | 640世帯   | 1,438人 |
| 計           | 1,648世帯 | 3,620人 |

## 小・中学校の学区
市立小・中学校に通う場合、学区は以下の通りとなる。
| 丁目           | 小学校                 | 中学校                   |
| -------------- | ---------------------- | ------------------------ |
| 一丁目、二丁目 | ふじみ野市立大井小学校 | ふじみ野市立大井中学校   |
| 三丁目         | ふじみ野市立西原小学校 | ふじみ野市立大井西中学校 |

## 交通

### 鉄道
町内に鉄道は敷設されていない。

### 道路
町内を通過する国道、および主要地方道・一般県道はない。

## 施設
- ふじみ野キリスト教会
- 桜ヶ丘公園